# Chaloupky (Přebuz)

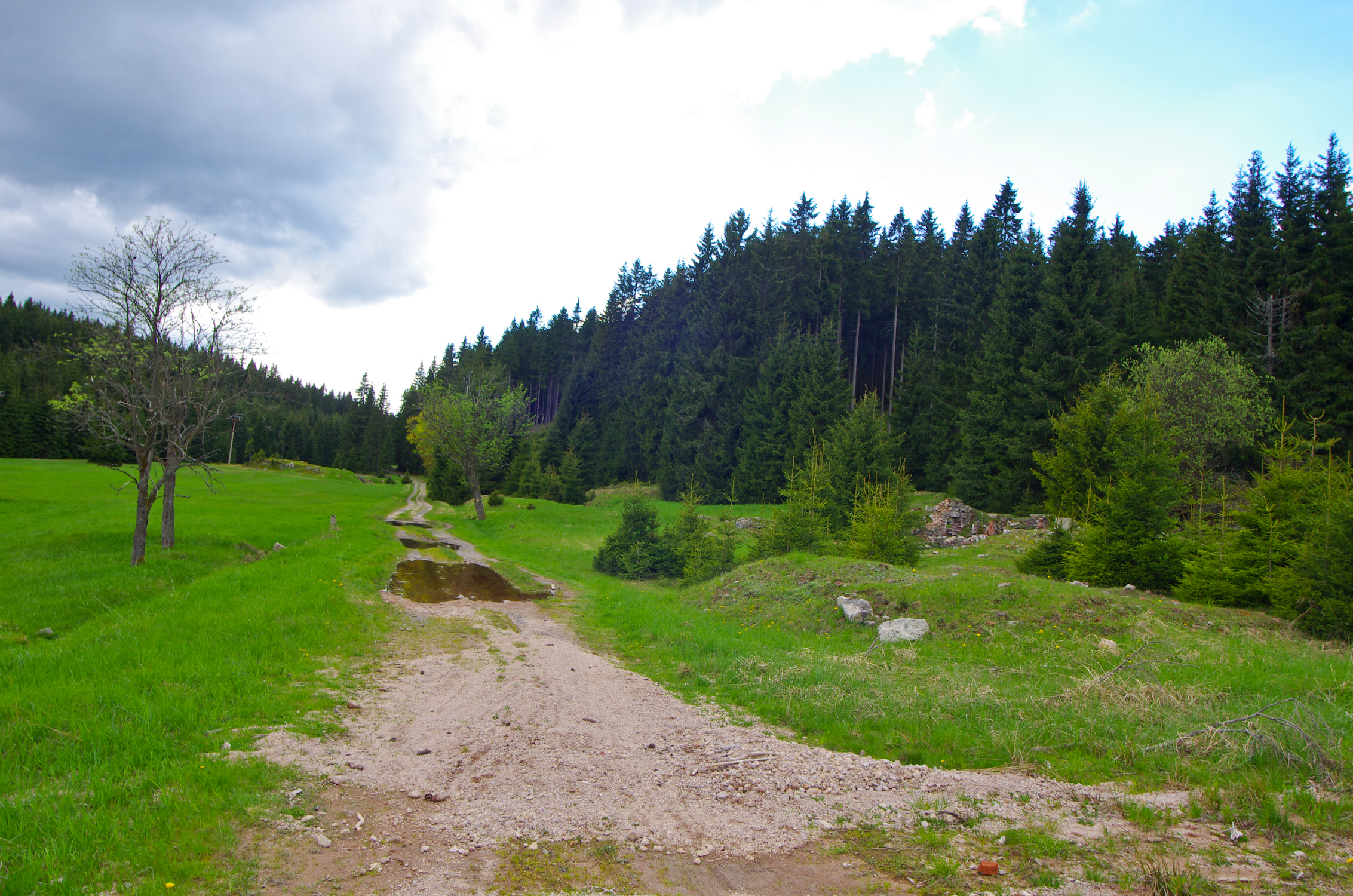
Chaloupky heute

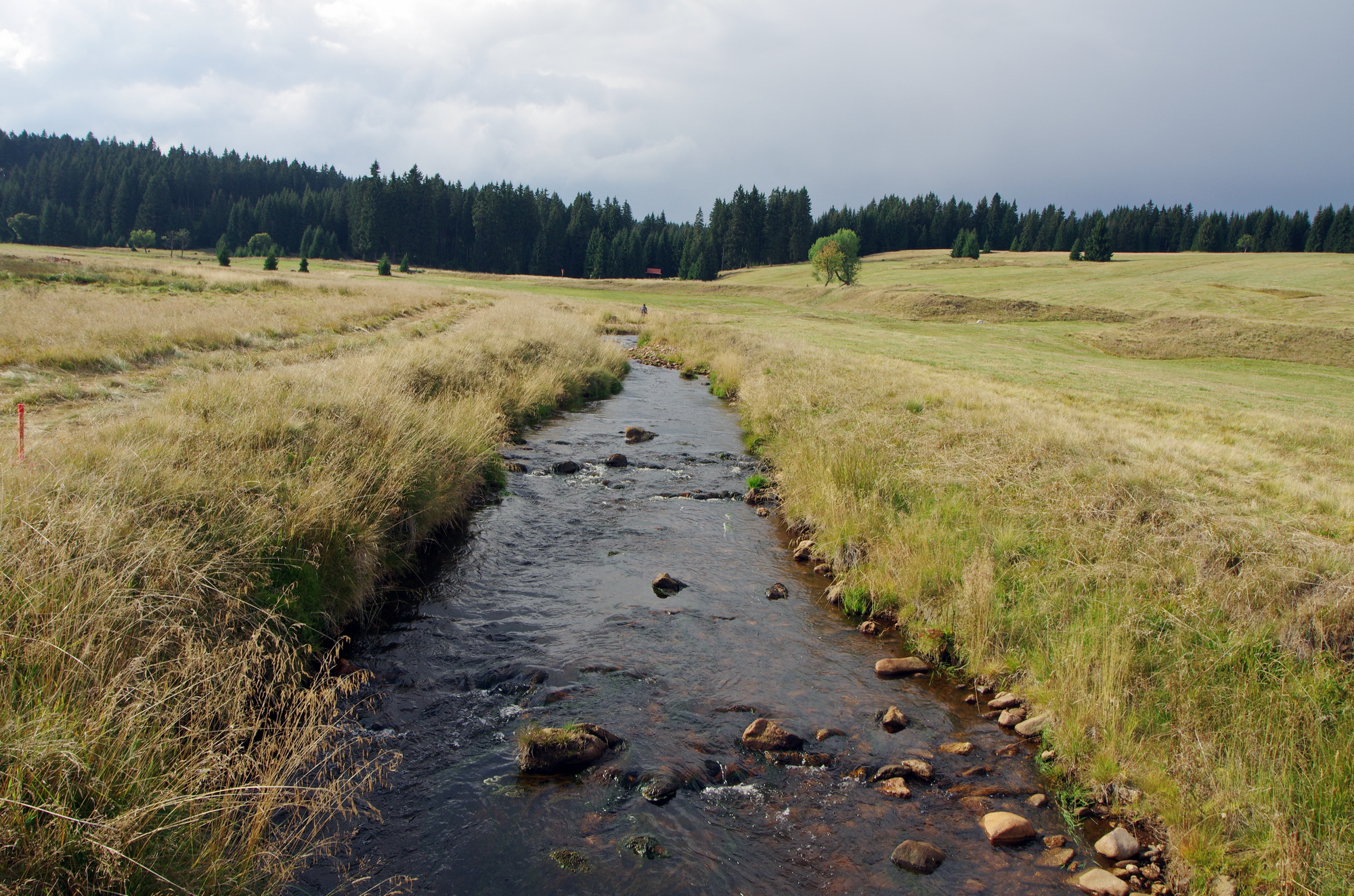
Die Rolava in Chaloupky

Chaloupky (deutsch Neuhaus) war eine Gemeinde in Tschechien, die in den 1950er Jahren abgerissen wurde und heute eine Wüstung im böhmischen Teil des Erzgebirges ist. Der Katastralbezirk Chaloupky u Přebuze mit einer Fläche von 431,0243 ha gehört heute zu Přebuz.

## Geografische Lage
Neuhaus war eine Streusiedlung im Tal der Rolava. Durch den Ort führte die Verbindungsstraße von Frühbuß (Přebuz) nach Neuhammer (Nové Hamry).

## Geschichte
Die Gründung von Neuhaus ist auf den Bergbau zurückzuführen. Das dichtbewaldete Hochtal an der oberen Rohlau wurde einst durch Erzprospektoren aus den anliegenden Grenzländer erschlossen, die hier auf umfangreiche Zinnvorkommen stießen. Neuhaus entstand nach dem Dreißigjährigen Krieg als Nebensiedlung von Trinksaifen und hieß zunächst das Neue Haus. Überliefert ist in den Kirchenbüchern von Neudek auch die Bezeichnung Neubau sowie Neuen Bau. Zu den ersten Siedlern gehörte die Familie des Caspar Müllers. 1631 steht im Neudeker Taufbuch, Walburga, Bastian Müllers Witwe aus Eibenstock, die sich auf dem Neuen Haus bei ihrem Schwager Caspar Müller aufhielt, ein (uneheliches) Kind zur Welt brachte. 1624 ist Caspar Müller noch als Bergmann auf der alten Glashütte bezeichnet und 1633 in Trinksaifen. Er starb 1658 in Neuhaus. Nach und nach siedelten sich weitere Familien an. In der Seelenliste des Elbogener Kreises von 1651 kommt Neuhaus nicht vor und spätere Bewohner werden noch teilweise in Trinksaifen mit aufgeführt. 1685 findet sich erstmals die zusammengeschriebene Form Neuhaus.   
Neuhaus war zunächst nach Neudek gepfarrt. Um die Messe zu besuchen, mussten die Pfarrkinder den vor allem im Winter beschwerlichen Weg nach Neudek gehen. 1773 kam es mit dem Pfarrer von Frühbuß zu einem Vergleich, der ab nun in den Ortschaften Hirschenstand und Neuhaus die Taufen und Krankenbesuche vornahm. Seit 1786 war Neuhaus nach Hirschenstand gepfarrt.
1847 zählte das Dorf 126 Häuser mit 971 Einwohnern und einem Wirtshaus. Bis zur Aufhebung der Patrimonialgerichtsbarkeit 1848/49 gehörte Neuhaus zur Herrschaft Neudek. Die Gemeinde war ab 1868 Teil des Bezirks Neudek. 1897/98 erhielt Neuhaus ein eigenes Schulgebäude mit einer Lehrerwohnung. Der Unterricht erfolgte in zwei Klassen. Im Gebäude befand sich auch die Poststelle. 1900 standen 88 Häuser in Neuhaus. 1924/25 wurde im Ortszentrum vor der Schule ein Kriegerdenkmal errichtet. Erst 1931 erhielt Neuhaus Elektrizität. Nach dem Münchner Abkommen wurde der Ort dem Deutschen Reich zugeschlagen und gehörte bis 1945 zum Landkreis Neudek. Die deutschen Einwohner wurden nach dem Zweiten Weltkrieg enteignet und vertrieben. Während es 1930 noch 79 Häuser im Ort gab, standen 1955 nur noch drei Häuser, die wenig später dem Erdboden gleichgemacht wurden. Heute gehört die Wüstung Chaloupky zur Gemeinde Přebuz.  

## Gewerbe
Nach dem Rückgang des Bergbaues verdienten sich die Einwohner ihren Lebensunterhalt hauptsächlich durch Forstarbeit und Heimarbeiten wie Sticken und Nähen. Landwirtschaftlich war wegen der Höhenlage nur schwer möglich. In geschützter Lage wurden Kartoffeln angebaut. Ab dem ausgehenden 19. Jahrhundert gab es Verdienstmöglichkeiten in den drei großen Neudeker Fabriken Wollkämmerei/Kammgarnspinnerei, Eisenwerk (Walz) und Papierfabrik.

## Entwicklung der Einwohnerzahl
| Jahr | Einwohnerzahl |
| ---- | ------------- |
| 1869 | 548           |
| 1880 | 533           |
| 1890 | 545           |

| Jahr | Einwohnerzahl |
| ---- | ------------- |
| 1900 | 565           |
| 1910 | 515           |
| 1921 | 440           |

| Jahr | Einwohnerzahl |
| ---- | ------------- |
| 1930 | 359           |
| 1950 | 13            |
| 1961 | 0             |